# Ики-Чонос (Яшалтинский район)
Ики-Чонос (калм. Ики Чонос) — посёлок в Яшалтинском районе Калмыкии, в составе Красномихайловского сельского муниципального образования.
Население — 93 человек (2010)

## Физико-географическая характеристика
Посёлок расположен на востоке Яшалтинского района, в пределах Ставропольской возвышенности, на высоте 70 м над уровнем моря. К востоку от посёлка расположено урочище лиман Большой Бурукшун. Рельеф местности равнинный. В окрестностях села распространены чернозёмы маломощные малогумусные и темнокаштановые почвы различного гранулометрического состава.
По автомобильной дороге расстояние до столицы Калмыкии города Элиста составляет 210 км, до районного центра села Яшалта — 49 км, до административного центра сельского поселения села Красномихайловское — 16 км.

## История
В 1891 году Ики-Чоносы и Будульчинеры Большедербетовского улуса разделили земельные наделы. На землях калмыков Ики-Чоносова рода образовалось 2 аймака: 1-й и 2-й Ики-Чоносы. К 1920-м годам центры обоих аймаков были достаточно крупными, чтобы быть отмеченными на карте Калмыцкой АССР. 2-й Ики-Чонос являлся центром самостоятельного сельсовета. В 1938 года 1-й Ики-Чоносовский сельсовет вошёл в состав нового Яшалтинского улуса, образованного в результате разукрупнения Западного улуса.
В годы Великой Отечественной войны 1-й Ики-Чонос, как и другие населённые пункты района, был кратковременно оккупирован (освобождено в январе 1943 года). 28 декабря 1943 года калмыцкое население было депортировано. Посёлок, как и другие населённые пункты Яшалтинского улуса Калмыцкой АССР, был передан в состав Ростовской области. В августе 1949 года хутор Ики-Чонос 1-го Ики-Чоносовского сельсовета был переименован в село Волково, сельсовет переименован в Волковский. в июне 1954 года Волковский сельсовет был ликвидирован, территория присоединена к Красномихайловскому сельсовету.
Калмыцкое население стало возвращаться после отмены ограничений по передвижению в 1956 году. Село возвращено вновь образованной Калмыцкой автономной области в 1957 году. Название Ики-Чонос возвращено после восстановления калмыцкой автономии.
К 1989 году население посёлка составило около 390 человек.
Глубокий финансово-экономический кризис 1990-х привёл к свёртыванию сельскохозяйственного производства и резкому сокращению численности населения посёлка.

## Население
| 2002 | 2010 |
| ---- | ---- |
| 120  | ↘93  |

Национальный состав
Согласно результатам переписи 2002 года большинство населения посёлка составляли аварцы (59 %)